# Ständlerstraße
Die Ständlerstraße ist eine ca. 4,8 km lange Straße im Süden Münchens. Sie ist ein Teilstück des in früheren Jahren geplanten Äußeren Rings. 
Sie verläuft von der Stadelheimer Straße, Ecke Schwanseestraße in Giesing, überquert die A8, wird von der Kettenbrücke Neuperlach überquert und endet am Karl-Marx-Ring in Neuperlach. Aufgrund der ursprünglichen Planung ist die Trassierung der Straße auch großzügig für acht Fahrspuren angelegt, aber nur auf vier ausgebaut.

## Namensgeber
Die Straße wurde nach einer Familie Ständler bzw. Stantler benannt, die über mehrere Generationen in der Gegend das Handwerk der Klingenschmiede ausübte.

## Kunstwerke
An ihr liegen die Skulpturen „Nur der Mensch ist der Ort der Bilder“ von Jai Young Park und Pavillon - Schräge Wände von Kay Winkler, sowie die Straßenbahnhauptwerkstätte, die heute durch das MVG Museum genutzt wird und unter Denkmalschutz steht. Südwestlich liegt der Friedhof am Perlacher Forst.

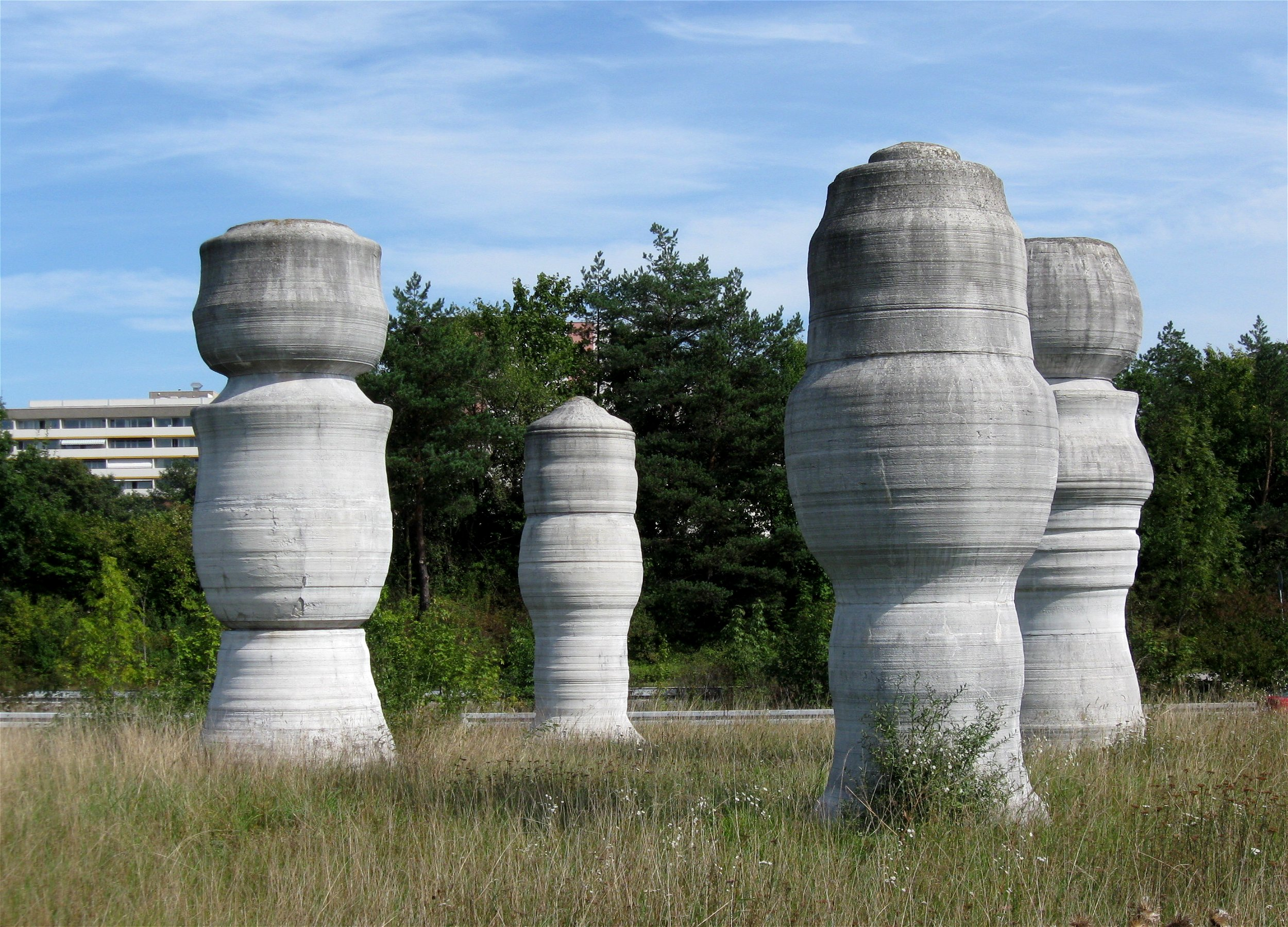
„Nur der Mensch ist der Ort der Bilder“
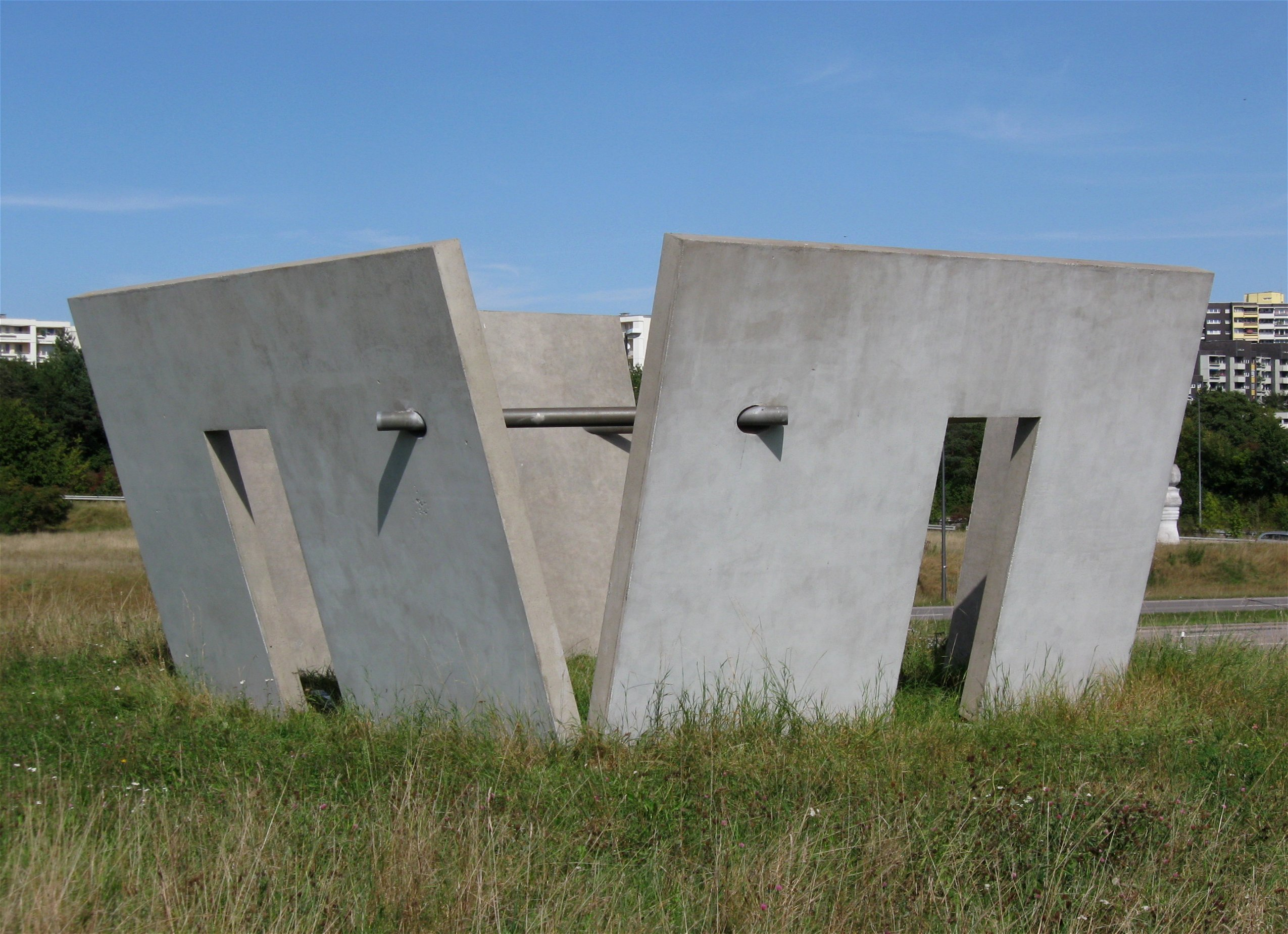
Pavillon - Schräge Wände
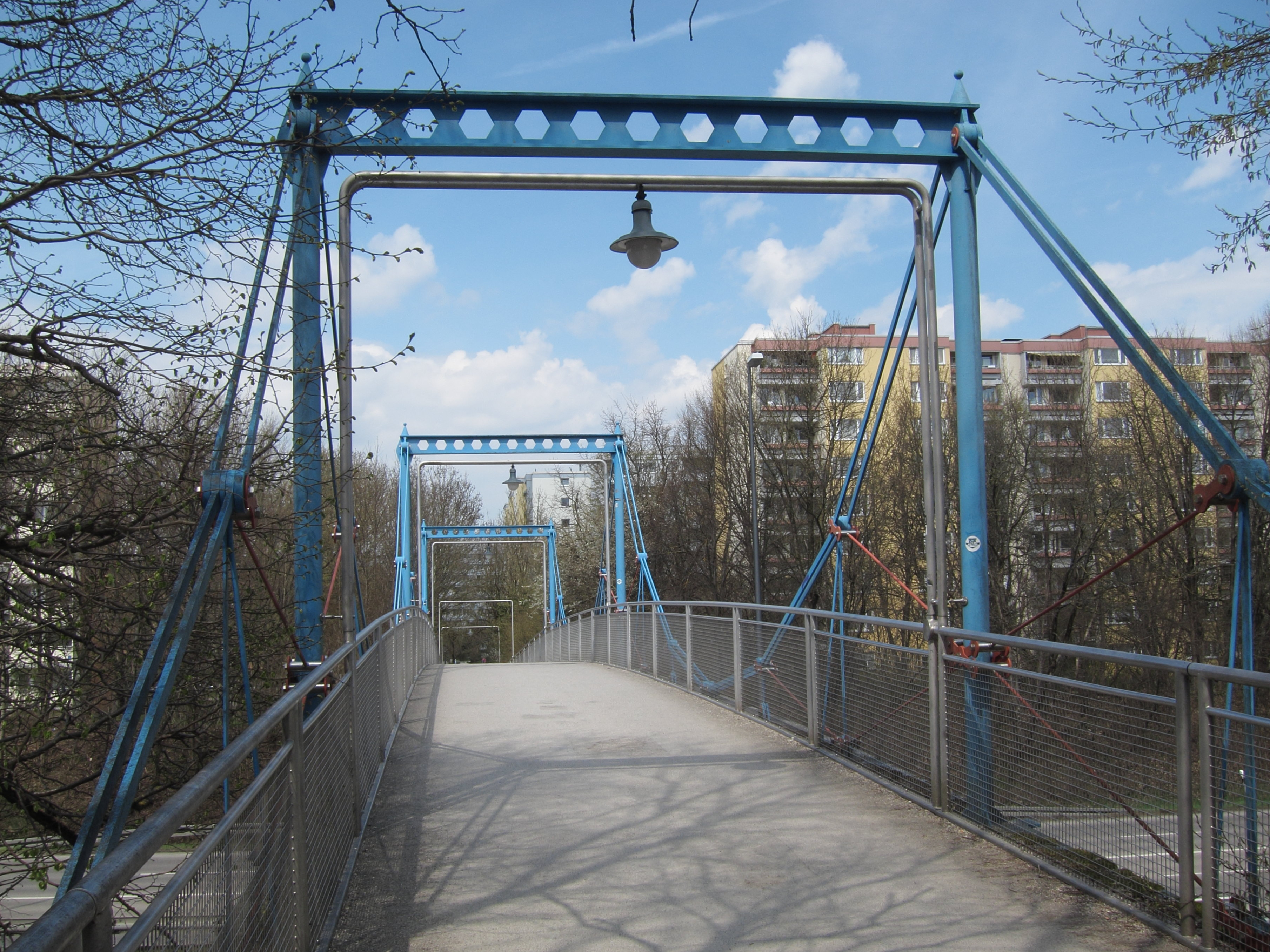
Kettenbrücke Neuperlach
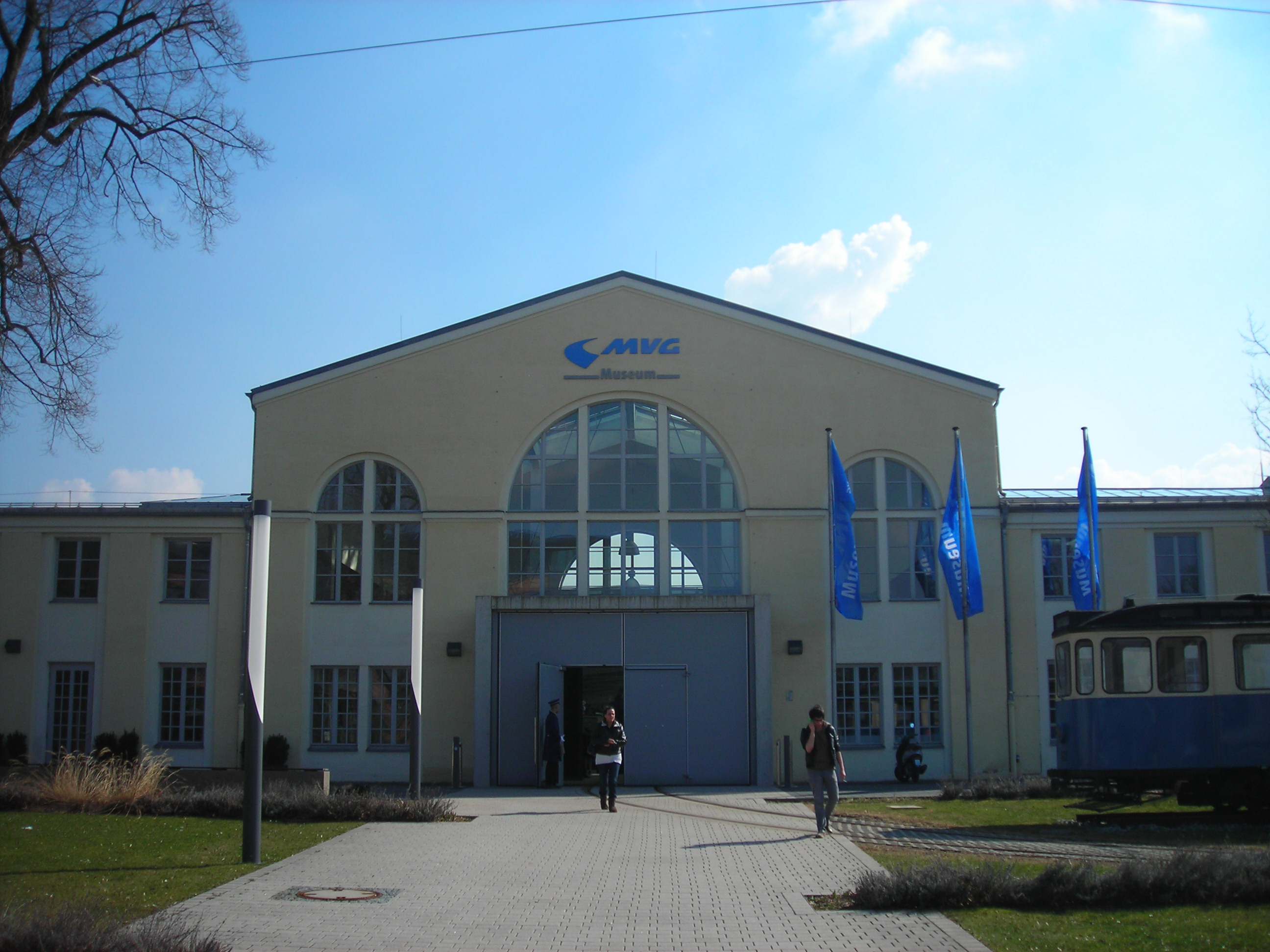
MVG Museum

## Umwelt
Die Straßenlaternen entlang der Straße außerhalb des bebauten Gebietes wurden 2015 aus Klimaschutzgründen nach Ablauf ihrer Lebensdauer nicht erneuert, sondern abmontiert.